# Groscavallo
Groscavallo (en français Groscaval) est une commune de la ville métropolitaine de Turin, dans le Piémont, en Italie.

## Culture

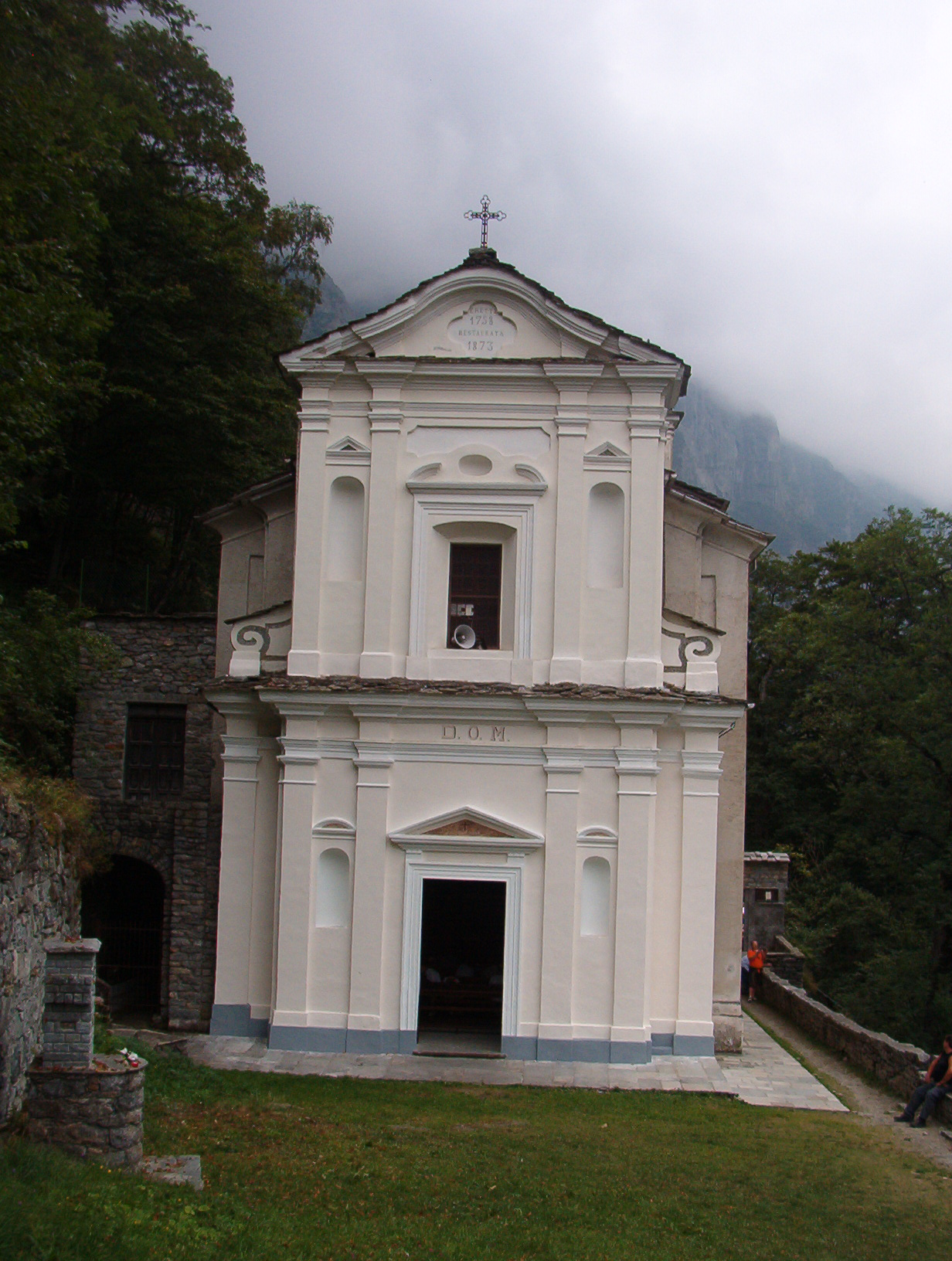
Le sanctuaire Madonna di Loreto a Forno Alpi Graie.

- Le sanctuaire Madonna di Loreto a Forno Alpi Graie.

## Administration
| Période                                  | Période  | Identité            | Étiquette | Qualité |
| ---------------------------------------- | -------- | ------------------- | --------- | ------- |
| 14 juin 2004                             | En cours | Giuseppe Giacomelli | civica    |         |
| Les données manquantes sont à compléter. |          |                     |           |         |

### Hameaux
Bonzo, Migliere, Pialpetta, Ricchiardi, Borgo, Campo Pietra, Forno Alpi Graie, Alboni e Rivotti.

### Communes limitrophes
Ala di Stura, Balme, Ceres, Ceresole Reale, Chialamberto, Noasca.